# 滿州
满州，隋唐時中國的州。
隋文帝开皇十六年（596年）置，治所在高阳县（今河北省高阳县东旧城）。辖境相当今河北省高阳县一带。隋炀帝大业初年，废。唐高祖武德四年（621年）复置满州，治所在高阳县，辖高阳县、鄚县、博野县、清苑县四县，相当今河北保定市莲池区、竞秀区、清苑区、高阳县、安新县、博野县、蠡县等地。622年—625年，626年之后，博野县、清苑县改属蠡州。唐太宗贞观元年（627年）又废满州。高阳县、鄚县改属瀛州。
满州刺史
- 韦叔衡（武德后期）